# 避雷針の夏
『避雷針の夏』（ひらいしんのなつ）とは、光文社から2014年4月に発売された、櫛木理宇の小説である。2017年7月11日に文庫版も発売された。

## あらすじ
過疎化が進む町、睦間町。そこはムラ社会が今も形成されており、よそ者の男を殺して刑務所に入った男が英雄扱いされ、この町出身の夫を殺したとされるよそ者の妻とその子供たちが村八分にされる異常さが残っていた町だった。
記録的な猛暑が続く夏のある日、町役場のシンボルであるガーゴイル像が何者かに破壊されるという事件が起きる。それとともに、町の様子も静かに、そして大きく変化していく。

## 登場人物

### 梅宮家
梅宮正樹（うめみやまさき）
主人公。元は高校教師だったが、元同僚の児玉の誘いで睦間町の学習塾「伸光ゼミナール」の講師となる。46歳。
介護が必要な母とうつ病を患った妻を放置し、美和と不倫関係にもある。
地元の事に対しては（教師として持ち上げられていることもあり）非常に疎い。
梅宮風沙（うめみやふさ）
正樹の娘。高校1年生。母と祖母のいがみ合いを見続けてきた事、そして父が家庭をないがしろにしていた事を含め、正樹に対しては醒めた態度を取る。
梅宮怜子（うめみやれいこ）
正樹の妻。夫と姑にいびられ続けた事で精神を患いうつ病になる。
正樹の母
正樹の母親で介護が必要な状態。昔は怜子の事を両親がいない事で陰険にいびっていた。

### 睦間町の人々

#### 源田家
源田直爾（げんだなおじ）
睦間町消防団の団長。気性が非常に荒く、学生時代から札付きの不良として睦間町に君臨していた。
しかし現在では仕事も長続きせず、昼間から酒を喰らっていることが多い。
繁華街で刺殺された長男の仇討ちのために犯人を刺殺するも5年で出所する。
源田真保美（げんだまほみ）
直爾の妻。学生時代から直爾の彼女として札付きの不良として睦間町に君臨していた。
夫が仕事もろくに続かぬ駄目人間であること、かつて自分たちがいじめていた者の多くが大成していることにいら立ちを感じている。
学生時代に手に入らなかったものの代名詞的に亡き倉本葉介に好意を抱いており、その妻の倉本郁枝を憎悪している。
源田俊介（げんだしゅんすけ）
直爾の次男。地元の進学校に通うほど成績は優秀だが、性格は直爾の凶暴さと真保美の残忍さを併せ持つ。
睦間町で起こったガーゴイル像破壊の容疑者としての噂がたてられ、不登校になった。
直爾の長男
10年ほど前に繁華街でケンカの末、刺殺された。

#### 船江一族
船江栄一（ふなええいいち）
睦間町消防団の副団長。直爾が刑務所にいた時には山崎喜一郎から「団長にしてやる」と言われ続けていたが、直爾が戻ってくるとその約束を反故にされたことにより、直爾に対して憎しみに近い感情を抱いている。
船江卓也（ふなえたくや）
栄一の従弟の長男。元同級生の菜苗と結婚するが、菜苗の流産以降は関係は冷え切っている。
同じ所に30分以上じっとしていられない位集中力がなく、漫画すらまともに読めない。
船江菜苗（ふなえななえ）
卓也の妻。
船江麻衣（ふなえまい）
栄一の末弟の娘。可愛がっていた猫のカンナを直爾に惨殺される。

#### 山崎一族
山崎喜一郎（やまざききいちろう）
町議。布袋腹の福々しい人相だが、睦間町の悪しき部分を煮詰めたような性格である。
山崎秀明（やまざきひであき）
消防団員。覇気も反抗心もないことから、真保美には「腰抜けの秀明」と陰で馬鹿にされている。
子供の頃から睦間町の考え方に染まった両親に反抗心の芽を摘み取られ、高校卒業後は親の知り合いの印刷会社に強制的に就職させられた挙句給料の大半を親に搾取され、鬱屈とした日々を送っている。
山崎早和子（やまざきさわこ）
30年前に、果実アレルギーを持っていたことで直爾と真保美に手酷いリンチを受けた事で引きこもりになった女性。
消防団からは「おんぶお化け」と馬鹿にされている。

#### 倉本家
倉本郁枝（くらもといくえ）
睦間町の町はずれにある小料理屋「きくゑ」の女将。かつて夫の葉介を殺害したと思われており、一家全員が村八分となっている。
倉本菊瀬（くらもときくせ）
郁枝の娘。高校1年生。風沙とは同年代という事もあり友達になる。
倉本榛（くらもとはる）
郁枝の息子。他人の声でも動物の声でも声帯模写できる才能を持つ。
倉本葉介（くらもとようすけ）
故人。学生時代は美男子との評判高く、同級生の女子たちから憧れの的であったが実際の性格は金と女にだらしなく、結婚後も妻子に暴力をふるっていた。
妻の郁枝の手によって殺害されたと思われている。

#### その他の住人
児玉（こだま）
正樹の同僚。私立高校での不倫がばれて失職した正樹を「伸光ゼミナール」に斡旋した。
千尋（ちひろ）
「伸光ゼミナール」事務員。
史織（しおり）
「伸光ゼミナール」事務員。

### その他
佐々野利隆（ささのとしたか）
60代後半の元新聞記者。25年前に睦間近くの支社に飛ばされてきた。
風沙達にも何度か接触する。
美和（みわ）
正樹の不倫相手。正樹が元々勤めていた私立高校の社会科教師で34歳。